# Zocapa del Rosario
Zocapa del Rosario är en ort i Mexiko.   Den ligger i kommunen Zentla och delstaten Veracruz, i den sydöstra delen av landet, 240 km öster om huvudstaden Mexico City. Zocapa del Rosario ligger 957 meter över havet och antalet invånare är 449.
Terrängen runt Zocapa del Rosario är huvudsakligen kuperad, men söderut är den bergig. Terrängen runt Zocapa del Rosario sluttar österut. Runt Zocapa del Rosario är det ganska tätbefolkat, med 139 invånare per kvadratkilometer. Närmaste större samhälle är Huatusco de Chicuellar, 11,1 km väster om Zocapa del Rosario. I omgivningarna runt Zocapa del Rosario växer i huvudsak städsegrön lövskog.